# A la cova del rei de la muntanya
A la cova del rei de la muntanya (del noruec: I Dovregubbens hall) (o Al palau del rei de la muntanya) és un fragment de la música orquestral Peer Gynt, opus 23, composta per Edvard Grieg per a l'obra teatral d'Henrik Ibsen d'idèntic títol, que es va estrenar a Oslo el 24 de febrer de 1876. Encara que l'execució del fragment complet només dura dos minuts, ha assolit la categoria d'icona en la cultura popular i la seva música és molt coneguda.
Peer Gynt, una història fantàstica escrita en vers per Ibsen, narra les aventures de l'agosarat Peer. A un moment de l'obra, Peer ha anat a parar als dominis del rei de la Muntanya, un rei de trols i gnoms que viu en les profunditats de la terra (el terme hall, en noruec, es pot traduir més literalment com a 'gran sala'). Peer ha seduït la filla del rei i aquest l'obliga a casar-se amb ella amb totes les conseqüències. Davant la negativa de Peer, que vol fugir, el rei ordena que el persegueixin.

## Anàlisi musical
El famós tema de dues frases, aquí escrit en la tonalitat de do menor, és aquest:
 A la cova del Rei de la muntanya (?·pàg.)
El tema, molt cromàtic, comença tranquil, fosc, intrigant, als registres més greus de l'orquestra. El tema és interpretat primer pels contrabaixos en pizzicato, simulant els passos lents i acurats de Peer Gynt, acompanyats dels fagots. Després el mateix tema és repetit, però en un registre més agut –una quinta superior– i en la tonalitat de fa# menor, la tonalitat de la dominant, en invertir els papers entre aquests instruments: els contrabaixos fan la melodia i els fagots acompanyen; a continuació, es repeteix la versió inicial, a la tònica, amb la melodia en els fagots, de manera que l'autor obté una primera secció en forma A-A'-A. Seguidament, aquest patró (A-A'-A) el repeteixen els oboès i els violins -instruments de les mateixes famílies que els inicials, però de tessitura més aguda, i que representen els trols del rei que volen capturar Peer Gynt- mentre van entrant cada vegada més instruments. Finalment, el patró es repeteix amb tota l'orquestra, i intercalant un passatge en mode major. Representa l'entrada en escena del rei de la muntanya, mentre l'accelerando i el crescendo constants des del començament -representant la persecució de Peer Gynt pels trols que es va fent més i més intensa- s'acaben fent especialment perceptibles.
L'amagatall de Peer és finalment destruït, i la música assoleix el seu punt més fort i ràpid quan ell escapa de la cova. A la coda, una sèrie de cops de plats i sons de timbales esclaten i tapen la resta dels instruments, que és quan la muntanya es desploma i presumiblement mata o fa desaparèixer els trolls. El retorn final a la tònica i l'acord final de si menor simbolitzen la fuga reeixida de Peer.